# Christian Stangl
Christian Stangl (* 10. července 1966 Landl) je rakouský horolezec. S horolezectvím začínal v Alpách, později lezl také v Andách a Himálaji. V roce 1991 byl vážně zraněn při pokusu o výstup novou cestou (po jižní stěně) na Baintha Brakk (7285 m n. m.). Na svou první osmitisícovku, Šiša Pangmu, vystoupil v roce 1998. Roku 2008 dokončil tzv. Korunu planety – vystoupil na nejvyšší vrcholy všech kontinentů. V roce 2013 se stal vůbec prvním člověkem, který dokončil projekt Seven Second Summits, který spočívá ve zlezení druhých nejvyšších hor všech kontinentů. Stangl byl za svůj úspěch zapsán do Guinnessovy knihy rekordů. Později jako první úspěšně dokončil také Seven Third Summits, kdy vystoupil na třetí nejvyšší hory kontinentů.